# سکانس
سکانس (به فرانسوی: Séquence) به مجموعه چند صحنه از فیلمنامه می‌گویند که وحدت موضوعی یا مضمونی داشته باشد. در ساختار عادی سینمای کلاسیک یا شاه‌پی‌رنگ به‌طور معمول دو سکانس در پرده اول، چهار سکانس در پرده دوم و دو سکانس در پرده سوم است.
سکانس از تعدادی پلان (نما) و صحنه ترکیب می‌شود و یک واحد روایتی را با شروع و نقطه اوج و نتیجه نهایی به وجود می‌آورد. سکانس پله‌های اودسا در فیلم «زره دار پوتمکین»(۱۹۲۵) ساخته سرگئی آیزنشتین و سکانس چشمه آب معدنی در فیلم «هشت و نیم» (۱۹۶۳) ساخته فدریکو فلینی دو نمونه سکانس سینمایی است. فیلم، در واقع از سکانس‌های مختلف تشکیل می‌شود که در مرحله ساختن، بدون توجه به ترتیب نهایی آن با گروه‌بندی کردن صحنه‌ها در یک دکور یا در اختیار داشتن بازیگران در آن زمان به خصوص، فیلمبرداری می‌شود. به عنوان مثال، در فیلم «برباد رفته» صحنه آتش‌سوزی اتلانتا به دلایل اقتصادی (مخارج)، قبل از انتخاب کامل بازیگران فیلمبرداری شد. اینگرید برگمن من‌باب طعنه و کنایه در مورد برهم خوردن نظم وقایع فیلم می‌گوید: «همواره مقابل دوربین فیلمبرداری مجبور شده‌ام قبل از آشنائی با همبازی خودم در فیلم، با حالت پرشور و حرارت او را در آغوش بگیرم»